# Кнейп, Кристина
Кристина Мари Хелена Кнейп-Кристенссон (швед. Kristina Marie Helena Knejp-Christensson; род. 24 февраля 1974, Norsborg) — шведская гребчиха, выступавшая за сборную Швеции по академической гребле в 1991—2000 и 2010—2012 годах. Обладательница бронзовой медали чемпионата мира, победительница и призёрка первенств национального значения, участница летних Олимпийских игр в Атланте.

## Биография
Кристина Кнейп родилась 24 февраля 1974 года в Стокгольме. Занималась академической греблей в столичном клубе Stockholmspolisens IF, тренировалась вместе со старшей сестрой Моникой.
Впервые заявила о себе на международном уровне в сезоне 1991 года, когда вошла в состав шведской национальной сборной и выступила на юниорском мировом первенстве в Баньолесе, где в зачёте парных двоек стала шестой. Год спустя на аналогичных соревнованиях в Монреале заняла в той же дисциплине четвёртое место.
Начиная с 1993 года выступала среди взрослых спортсменок, в частности в парных двойках лёгкого веса показала седьмой результат на чемпионате мира в Рачице.
В 1994 году на чемпионате мира в Индианаполисе была девятой в лёгких парных двойках.
В 1995 году в лёгких одиночках одержала победу на молодёжном Кубке наций в Гронингене, тогда как в лёгких двойках финишировала пятой на чемпионате мира в Тампере.
Благодаря череде удачных выступлений удостоилась права защищать честь страны на летних Олимпийских играх 1996 года в Атланте — вместе с сестрой Моникой Кнейп в программе парных двоек лёгкого веса сумела отобраться лишь в утешительный финал В и расположилась в итоговом протоколе соревнований на 12-й строке.
После атлантской Олимпиады Кнейп осталась действующей спортсменкой и продолжила принимать участие в крупнейших международных регатах. Так, в 1997 году она победила в лёгких парных двойках на этапе Кубка мира в Париже и побывала на чемпионате мира в Эгбелете, откуда привезла награду бронзового достоинства, выигранную в зачёте лёгких одиночек — уступила здесь только американке Саре Гарнер и француженке Бенедикт Дорфман-Люзюи.
В 1998 году была седьмой в лёгких парных двойках на чемпионате мира в Кёльне.
В 1999 году в той же дисциплине показала 19-й результат на чемпионате мира в Сент-Катаринсе.
На чемпионате мира 2000 года в Загребе закрыла десятку сильнейших в одиночках лёгкого веса.
Сделав достаточно длительный перерыв в спортивной карьере, в 2010 году Кристина Кнейп вернулась в академическую греблю и в лёгких одиночках выступила на трёх этапах Кубка мира.
В 2012 году в лёгких парных четвёрках стала седьмой на чемпионате мира в Пловдиве. Пыталась пройти отбор на Олимпийские игры в Лондоне, но на Олимпийской квалификационной регате FISA в Люцерне финишировала в лёгких парных двойках лишь шестой.
Замужем за шведским гребцом Андерсом Кристенссоном, так же участвовавшим в Олимпиаде в Атланте.